# Hypostomus carvalhoi
Hypostomus carvalhoi is een straalvinnige vissensoort uit de familie van de harnasmeervallen (Loricariidae). De wetenschappelijke naam van de soort is voor het eerst geldig gepubliceerd in 1937 door Miranda Ribeiro.